# Critica teoriei relativității
Critica teoriei relativității a fost formulată îndeosebi în primele decenii de la apariția teoriei relativității pe baze știițifice, nonștiințifice, filozofice.
Enciclopedia Conservapedia afirmă că teoria relativității este falsă și face parte dintr-o conspirație de stânga.
O sută de oameni de știință contemporani cu Einstein au publicat un pamflet contra teoriei sale. Potrivit lui Goenner, contribuțiile la carte sunt un amestec de incompetență matematico-fizică, hubris și sentimentele criticilor de a fi suprimați de fizicienii contemporani care susțin noua teorie. Unii dintre autori erau simpatizanți ai nazismului, dar cartea nu conține afirmații antisemite, iar unii autori erau de origine evreiască (Salomo Friedländer, Ludwig Goldschmidt, Hans Israel, Emanuel Lasker, Oskar Kraus, Menyhért Palágyi).
Există trăzniți care neagă teoriile lui Einstein cu pasiune, ajungând până la a hărțui oameni de știință, pe care-i acuză că participă la o conspirație contra lor.
Conform mecanicii cuantice toate teoriile clasice sunt greșite.